# ULAS J083756.19-004156.0
ULAS J083756.19-004156.0 ist ein Brauner Zwerg im Sternbild Wasserschlange. Er wurde 2008 von David Pinfield und anderen entdeckt. Er gehört der Spektralklasse T3 an.